# Reprezentacja Holandii w piłce nożnej mężczyzn/Lata 2006–2012

## Od 2006. „Pomarańczowa rewolucja”

### 2006 rok – 1/8 finału mistrzostw świata
| 11.06.2006 | Serbia     | Z | 1–0 | Lipsk      | Arjen Robben                         |
| 16.06.2006 | WKS        | Z | 2–1 | Stuttgart  | Robin van Persie Ruud van Nistelrooy |
| 21.06.2006 | Argentyna  | R | 0–0 | Frankfurt  | –                                    |
| 25.06.2006 | Portugalia | P | 0–1 | Norymberga | –                                    |

Nowy selekcjoner Marco van Basten, który nie miał właściwie żadnego doświadczenia w pracy szkoleniowej, otrzymał od władz krajowej federacji bardzo szeroką autonomię w podejmowaniu decyzji. Nie rezygnując z licznych eksperymentów kadrowych (od lipca 2004 roku do rozpoczęcia mistrzostw w reprezentacji wystąpiło prawie 50 piłkarzy) i taktycznych, poprowadził Pomarańczowych do zwycięstwa w eliminacjach do mundialu. Holendrzy nie przegrali w nich żadnego spotkania i dwukrotnie wygrywali z najgroźniejszymi rywalami Czechami i Rumunami. Pierwszą porażkę ponieśli dopiero w listopadzie 2005 roku w towarzyskim meczu z Włochami.
Były napastnik Ajaksu i Milanu zdecydowanie odmłodził drużynę narodową. Po mistrzostwach Europy kariery reprezentacyjne zakończyli Jaap Stam, Frank de Boer, Paul Bosvelt, Patrick Kluivert i Marc Overmars, a sam van Basten zrezygnował z usług Clarence’a Seedorfa, Michaela Reizigera, Roya Makaaya, Edgara Davidsa, a także Marka van Bommela, który jednak powrócił do kadry w trakcie eliminacji. Selekcjoner zbudował reprezentację wokół grających na co dzień w rodzimych klubach młodych i niedoświadczonych piłkarzy lub starszych, ale dotychczas pomijanych przez kolejnych selekcjonerów. W kadrze na mundial pięciu graczy przyjechało z AZ Alkmaar, wicemistrza Holandii 2005–2006, tyle samo z Ajaksu, było również trzech przedstawicieli PSV Eindhoven i jeden Feyenoordu. Zmiany kadrowe poczynione przez van Bastena były tak głębokie, że dziennikarze zaczęli pisać o „pomarańczowej rewolucji” w kadrze.

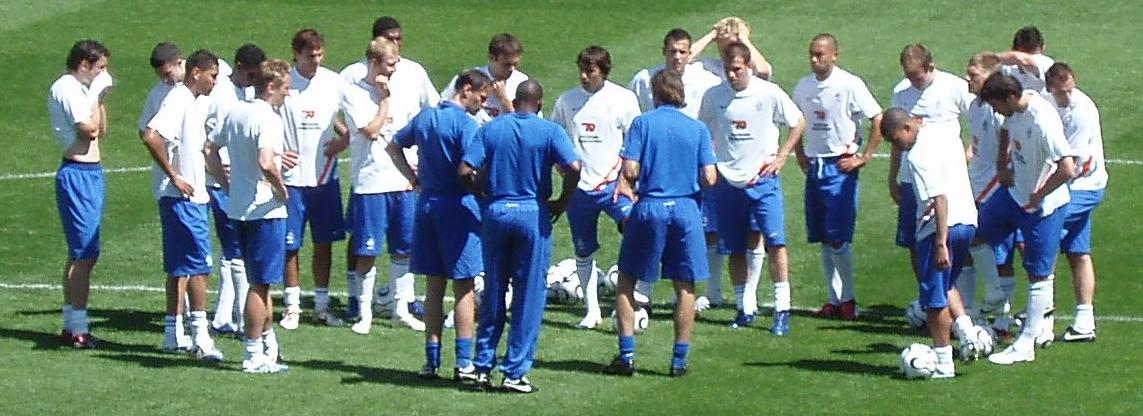
Trening reprezentacji Holandii na stadionie we Freiburgu, lipiec 2006

Obok zawodników dopiero rozpoczynających swoje piłkarskie kariery znalazło się miejsce dla znacznie bardziej doświadczonych – bramkarza Edwina van der Sara (36 lat), defensywnego pomocnika Phillipa Cocu (36), lewego obrońcy Giovanniego van Bronckhorsta (31) i André Ooijera (32). Tylko van der Sar i Cocu grali (Ooijer i van Bronckhorst byli rezerwowymi) przed ośmioma laty na mistrzostwach świata we Francji. Z „23” zawodników powołanych dwa lata wcześniej przez Dicka Advocaata na Euro 2004 w kadrze na Weltmeisterschaft 2006 znalazło się tylko ośmiu (van der Sar, van Bronckhorst, Heitinga, Cocu, van der Vaart, Robben, Sneijder i van Nistelrooy).
Holendrzy na mistrzostwach zagrali w grupie z Argentyną, Serbią i Czarnogórą oraz Wybrzeżem Kości Słoniowej. Po inauguracyjnym zwycięstwie 1:0 nad podopiecznymi Iliji Petkovicia, w drugim spotkaniu wygrali 2:1 z wicemistrzami Afryki, i podobnie jak Argentyńczycy, którzy również mieli na koncie sześć punktów, mogli być pewni awansu do drugiej rundy. Od rezultatu meczu między tymi dwoma zespołami zależało, czy Pomarańczowi w drugiej rundzie trafią na Portugalię czy Meksyk. Obaj selekcjonerzy dali szansę rezerwowym, a wynik 0:0 bardziej satysfakcjonował piłkarzy José Néstora Pekermana, którzy dzięki lepszemu bilansowy bramkowemu zajęli w grupie pierwsze miejsce. Holendrzy byli drudzy i w 1/8 finału spotkali się z Portugalczykami. Po zaciętym i brutalnym widowisku górą byli wicemistrzowie Europy. Zwycięski gol padł w '23 minucie, jego strzelcem był, tak jak dwa lata wcześniej, Maniche. Rosyjski sędzia Walentin Iwanow pokazał aż szesnaście żółtych kartek i cztery czerwone, czym ustanowił rekord w historii mundiali. Dzienniki pisały o „wojnie” („Przegląd Sportowy”), „bitwie nienawiści” („Bild”), „największej krwawej bitwie w historii MŚ” („Die Welt”) i „dzikim boju” („De Volkskrant”). I to właśnie w arbitrze dopatrywano się głównego winnego odpadnięcia Holandii już w drugiej rundzie. Johan Cruijff stwierdził, że drugą osobą odpowiedzialną za niesatysfakcjonujący występ Holendrów jest minister ds. integracji Rita Verdonk, która przed mistrzostwami odmówiła przyznania obywatelstwa Salomonowi Kalou, jednemu z faworytów do gry w pierwszej jedenastce.
Holendrzy grali najczęściej z pominięciem drugiej linii. W wielu komentarzach podkreślano, że nominalni rozgrywający Wesley Sneijder (22, Ajax) i Mark van Bommel (29, FC Barcelona) nie potrafili wziąć na siebie ciężaru odpowiedzialności za konstruowanie akcji, a ich aktywność w ataku ograniczała się do strzałów zza pola karnego. Ich potencjalny zmiennik Rafel van der Vaart (23, Hamburger SV) przed mistrzostwami zmagał się z kontuzją i do Niemiec przyjechał nieprzepracowawszy okresu przygotowawczego. Najaktywniejszy z trójki graczy drugiej linii 36-letni Phillip Cocu (PSV) mógł być zarówno piątym obrońcą, jak i grającym tuż za napastnikiem ofensywnym pomocnikiem.
Ataki Pomarańczowych inicjował najczęściej bramkarz van der Sar, który miał za sobą udany sezon w Premiership. Spotkanie z Portugalią było jego 113. występem w barwach drużyny narodowej, czym pobił dotychczasowy rekord Franka de Boera i wysunął się na prowadzenie w klasyfikacji zawodników z największą liczbą meczów w kadrze. Zawodnik Manchesteru United podaniem do jednego z bocznych obrońców rozpoczynał akcje oskrzydlające, które były największym atutem Holendrów. Zarówno Khalid Boulahrouz (25, HSV), który po drugim spotkaniu zastąpił kontuzjowanego Johnny’ego Heitingę (23, Ajax), jak i szczególnie Giovanni van Bronckhorst (31, FC Barcelona) często zamieniali się w klasycznych skrzydłowych, zazwyczaj wtedy, gdy Arjen Robben (22, Chelsea F.C.) lub Robin van Persie (23, Arsenal F.C.) stawał się drugim napastnikiem. Robben i van Persie swoimi długimi podaniami na pole karne stwarzali największe zagrożenie pod bramką rywali; obaj zdobyli w czasie turnieju po jednym golu. Obaj także byli krytykowani za grę samolubną i nie dostrzeganie innych partnerów na boisku.
| „To był najbrzydszy mecz tych mistrzostw. Emocji piłkarskich nie zabrakło, ale przyćmiły je brutalne faule. Obie ekipy pokazały na równi piękną grę, jak i boiskową głupotę”. – Komentarz Przeglądu Sportowego po meczu z Portugalią. |

Para stoperów – doświadczony André Ooijer (32, PSV) i debiutujący na wielkim turnieju sześć lat młodszy Joris Mathijsen (AZ Alkmaar) – w działaniach ataku uczestniczyła rzadko, właściwie tylko podczas wykonywania rzutów rożnych na polu karnym rywali. Bywało, że Ooijer, wobec słabszej formy Sneijdera i van Bommela, występował w roli rozgrywającego.
Jedyny w schemacie van Bastena nominalny napastnik Ruud van Nistelrooy (30) strzelił podczas mistrzostw tylko jednego gola. Jeszcze przed turniejem zawodnik Manchesteru United popadł w konflikt ze swoim trenerem klubowym Alexem Fergusonem i większość rundy wiosennej 2005-06 spędził na ławce rezerwowych. W spotkaniu z Portugalią van Basten w jego miejsce postawił na Dirka Kuijta (26), ale piłkarz Feyenoordu Rotterdam okazał się równie nieefektywny. Bilans bramek Holendrów zamknął się na zaledwie trzech trafieniach.
Po mundialu van Basten rozpoczął przygotowania do Euro 2008. Do eliminacji Holendrzy przystąpili bez najbardziej doświadcznego Cocu, który zakończył karierę reprezentacyjną. Z gry w kadrze zrezygnowali również skonfliktowani z selekcjonerem van Nistelrooy i van Bommel. W kręgu zainteresowania trenera znaleźli się za to młodzi piłkarze, którzy na kilka dni przed mundialem zdobyli tytuł młodzieżowych mistrzów Europy. Wśród nich wyróżnili się m.in. Klaas-Jan Huntelaar (król strzelców tego turnieju), Urby Emanuelson (wraz z Huntelaarem trafił do najlepszej jedenastki turnieju), Stijn Schaars (kapitan), Ron Vlaar, Edson Braafheid i bramkarz Michel Vorm.

### 2008 rok – ćwierćfinał mistrzostw Europy
| 09.06.2008 | Włochy  | Z | 3–0 | Berno   | Ruud van Nistelrooy Wesley Sneijder Gio van Bronckhorst  |
| 13.06.2008 | Francja | Z | 4–1 | Berno   | Dirk Kuijt Robin van Persie Arjen Robben Wesley Sneijder |
| 17.06.2004 | Rumunia | Z | 2–0 | Berno   | Klaas-Jan Huntelaar Robin van Persie                     |
| 21.06.2004 | Rosja   | P | 1–3 | Bazylea | Ruud van Nistelrooy                                      |

Holendrzy, chociaż eliminacje do Euro 2008 zakończyli na drugim miejscu w grupie (za Rumunią), to awansowali do turnieju bezpośrednio, bez konieczności rozgrywania meczów barażowych. W drodze do Euro podopieczni Marco van Bastena przewagą zaledwie jednobramkową pokonali zespoły uważane za europejskich autsajderów: Luksemburg (1:0 i 1:0), Albanię (2:1 i 1:0) i Słowenię (1:0), zaś ze zwycięzcą grupy Rumunią zdobyli tylko jeden punkt (0:0 i 0:1). Dodatkowo ostatnie spotkanie kwalifikacji, z Białorusią, przegrali 1:2. Przed mistrzostwami Europy atmosfera wokół drużyny zmieniła się w porównaniu z okresem przedmundialowym, kiedy dziennikarze pisali o „pomarańczowej rewolucji” oraz sukcesie nowego, nastawionego na ofensywę i widowiskowość sposobie gry; w 2008 roku przeważało wzajemne znudzenie i zmęczenie. Działo się tak, mimo iż van Basten przez ostatnie cztery lata przegrał jedynie pięć meczów i jako pierwszy selekcjoner od czasu Guusa Hiddinka wprowadził reprezentację do dwu wielkich turniejów.
Już przed mistrzostwami było wiadomo, że dla van Bastena Euro 2008 będzie ostatnim turniejem w roli selekcjonera. W styczniu 2008 roku zapowiedział, że zrezygnuje ze stanowiska trenera kadry, bez względu na wynik, jaki osiągnie. Dwa miesiące później podpisał kontrakt z Ajaxem Amsterdam, a władze KNVB ogłosiły, że od lipca nowym szkoleniowcem reprezentacji będzie Bert van Marwijk.
W pierwszej połowie roku 2008 przeciwnikami Holendrów w spotkaniach towarzyskich byli: Chorwaci (3:0), Austriacy (4:3), Ukraińcy (3:0), Duńczycy (1:1) oraz Walijczycy (2:0). Wysoką formę, prezentowaną w meczach sparingowych, podopieczni van Bastena utrzymali także w spotkaniach grupowych mistrzostw Europy. Ich rywalami byli mistrzowie świata Włosi, wicemistrzowie świata Francuzi oraz Rumuni, których nie potrafili pokonać w eliminacjach. W spotkaniach z dwoma pierwszymi zespołami zanotowali wysokie zwycięstwa, odpowiednio 3:0 i 4:1, a dzięki ograniu w rezerwowym składzie Rumunii (2:0) w ostatnim meczu nie tylko zapewnili sobie awans do ćwierćfinału z pierwszego miejsca, ale także zostali uznani za najlepszy zespół fazy grupowej i głównego pretendenta do zdobycia tytułu mistrza Europy. Jednak – podobnie jak dwa lata wcześniej – zakończyli swój udział w turnieju na drugiej rundzie. W ćwierćfinale ulegli po dogrywce 1:3 Rosji, której selekcjonerem były wówczas Holender Guus Hiddink. W pomeczowych komentarzach podkreślano, że Rosjanie zwyciężyli z faworytami głównie dlatego, że ich trener rozszyfrował sposób gry swoich rodaków, a także, że po efektownych zwycięstwach z Włochami i Francją, Pomarańczowi zaczęli tracić siły i grali z mniejszą konsekwencją.
Po mistrzostwach świata z gry w kadrze zrezygnowali Ruud van Nistelrooy (Real Madryt) i Mark van Bommel. Pomocnik Bayernu Monachium nie zmienił swojej decyzji, van Nistelrooy zaś ponownie zagrał w reprezentacji po dwunastu miesiącach nieobecności, w połowie 2007 roku, w towarzyskim meczu ze Szwajcarią. W dwu kolejnych spotkaniach – eliminacyjnych z Bułgarią i Albanią – zdobył decydujące o zwycięstwie bramki. Trener pogodził się również z Clarencem Seedorfem, któremu podziękował za grę w reprezentacji zaraz po tym jak został wybrany na selekcjonera. Nie mógł pozostać obojętny na wysoką formę pomocnika AC Milan i na początku 2007 roku umożliwił mu powrót do kadry. Jednak Seedorf grywał tylko jako rezerwowy i na trzy tygodnie przed mistrzostwami Europy, chociaż znalazł się wśród trzydziestu wybrańców van Bastena, tym razem to on ogłosił rozbrat z reprezentacją. Na Euro 2008 nie pojechali także – skreśleni w ostatniej fazie selekcji – obrońcy Urby Emanuelson (AFC Ajax) i Kew Jaliens (AZ Alkmaar), pomocnik Hedwiges Maduro (Valencia CF) i napastnik Danny Koevermans (PSV Eindhoven), strzelec zwycięskiego gola w spotkaniu kwalifikacyjnym z Luksemburgiem. Na tydzień przed rozpoczęciem turnieju poważnej kontuzji doznał zaś Ryan Babel (Liverpool).
Jednak, mimo tych wszystkich wypadków personalnych, w porównaniu z drużyną, która dwa lata wcześniej doszła do 1/8 finału mundialu, kadra zmieniła się niewiele. Nie naruszony pozostał blok obronny. W bramce zagrał 38-letni Edwin van der Sar (Manchester United), kapitan zespołu, dla którego Euro 2008 było już siódmym turniejem, w jakim wziął udział jako reprezentant kraju. I ostatnim, bo zaraz po mistrzostwach zapowiedział zakończenie kariery reprezentacyjnej. Przed nim wystąpili ci sami zawodnicy, którzy grali podczas Mundialu 2006: na środku obrony doświadczony André Ooijer (34) wspomagał młodszego o sześć lat Jorisa Mathijsena, a po bokach biegali ofensywnie usposobiony Giovanni van Bronckhorst (33) oraz Khalid Boulahrouz. 27-letni obrońca Sevilla FC przeżył w trakcie turnieju osobistą tragedię: kilka dni przed meczem z Rosją w szpitalu w Lozannie zmarła jego urodzona w 24. tygodniu córeczka.

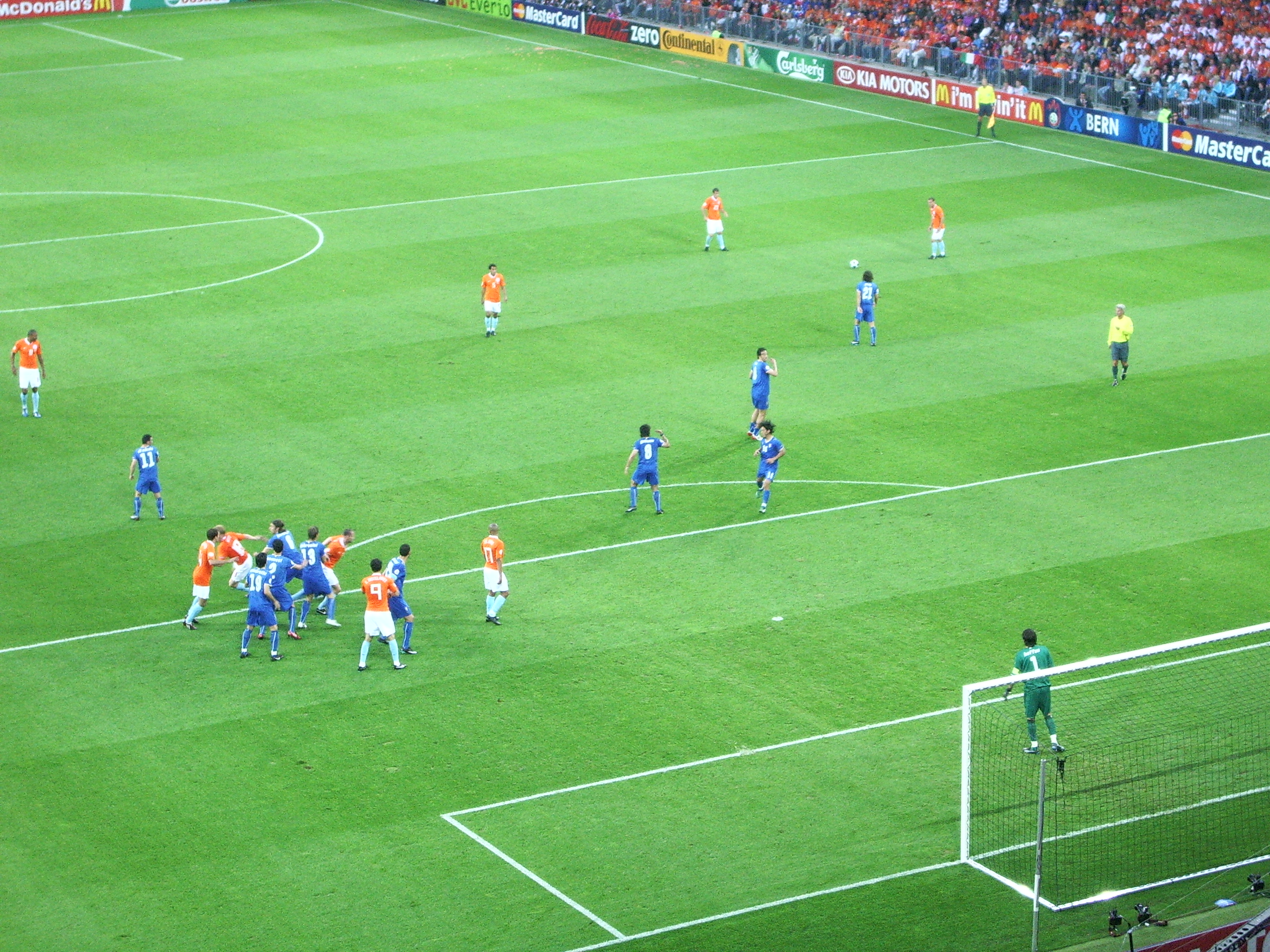
Fragment meczu Holandia-Włochy 3:0

Van Basten wybrał bardzo ofensywny styl gry; postawił na jednego napastnika (Ruud van Nistelrooy, 32) i trzech wysuniętych pomocników: Wesleya Sneijdera (24), Dirka Kuijta (28) i Rafaela van der Vaarta (25). Cała czwórka w czasie turnieju zagrała skutecznie (w sumie zdobyli 5 goli), i dwaj inni pretendenci do występów w linii ataku – Arjen Robben (24, zmagający się w czasie turnieju z kontuzją) i Robin van Persie (25) – musieli zadowolić się rolą rezerwowych. Zresztą ustawienie, jakie wybrał van Basten, spotkało się początkowo z ostrym atakiem opinii publicznej, która przypominała, że dotychczas Holandia zawodziła, kiedy van der Vaart i Sneijder grali razem. Słów krytyki nie szczędził selekcjonerowi także Johan Cruijff; przed meczem z Włochami nazwał ustawienie van Bastena „zdradą ideałów narodowych” i wzywał do powrotu do klasycznego 4-3-3. Oparcie się na współpracy ofensywnie usposobionych pomocników (dwu skrzydłowych i jeden środkowy) z napastnikiem przyniosło rezultaty w meczach grupowych, jednak okazało się nieskuteczne w starciu z Rosją. Guus Hiddink podkreślał, że kluczem do zwycięstwa jego zespołu w ćwierćfinale było właśnie odseparowanie van Nistelrooya od Sneijdera i van der Vaarta oraz wyłączenie z gry Kuyta.
Ofensywne ukierunkowanie drużyny było możliwe dlatego, że w środku pola występowało dwu defensywnych pomocników, a nie – jak do tej pory – tylko jeden (Phillip Cocu, który zakończył karierę po mundialu). Van Basten wybrał na te pozycje Nigela de Jonga (24, Hamburger SV) oraz Orlanda Engelaara (29, FC Twente). Szczególnie chwalony był ten drugi, o którym pisano jako o jednym z odkryć turnieju.
W podsumowaniach czteroletniej kadencji van Bastena przeważał niedosyt; podkreślano, że najpierw odsunął starsze pokolenie piłkarzy i zdecydowanie oparł kadrę na młodych graczach, konsekwentnie ignorował słowa krytyki zarówno działaczy, jak i kibiców oraz autorytetów sportowych (jak Cruyff), jednak – mimo efektownego wygrania grupy na Euro 2008 – reprezentacja pod jego wodzą dwukrotnie kończyła udział zaledwie na drugiej rundzie wielkich turniejów. Pracę van Bastena kontynuował Bert van Marwijk, który z piłkarzami wprowadzonymi przez niego do reprezentacji (plus Mark van Bommel) zdobył srebrny medal na Mundialu 2010.

### 2010 rok – wicemistrzostwo świata
| 14.06.2010 | Dania     | Z | 2–0 | Johannesburg   | Daniel Agger s. Dirk Kuijt                       |
| 19.06.2010 | Japonia   | Z | 1–0 | Durban         | Wesley Sneijder                                  |
| 24.06.2010 | Kamerun   | Z | 2–1 | Kapsztad       | Robin van Persie Klaas-Jan Huntelaar             |
| 28.06.2010 | Słowacja  | Z | 2–1 | Durban         | Arjen Robben Wesley Sneijder                     |
| 02.07.2010 | Brazylia  | Z | 2–1 | Port Elizabeth | Wesley Sneijder x2                               |
| 06.07.2010 | Urugwaj   | Z | 3–2 | Kapsztad       | Gio van Bronckhorst Wesley Sneijder Arjen Robben |
| 11.07.2010 | Hiszpania | P | 0–1 | Johannesburg   | –                                                |

Bert van Marwijk rzeczywiście nie dokonał kadrowej rewolucji. W pierwszych dwu latach jego kadencji w reprezentacji debiutowało wprawdzie trzynastu nowych piłkarzy (w tym trzech bramkarzy), ale na Mundial 2010 pojechało tylko pięciu z nich (bramkarze Michel Vorm i Sander Boschker, obrońcy Gregory van der Wiel i Edson Braafheid oraz napastnik Eljero Elia), zresztą prawie wszyscy (oprócz van der Wiela) jako rezerwowi. Selekcjoner oparł reprezentację na zawodnikach wprowadzonych do kadry przez swojego poprzednika, a jedną z czterech poważnych zmian kadrowych było ponowne powołanie skonfliktowanego z van Bastenem Marka van Bommela, który w jedenastce zajął miejsce Orlanda Engelaara. Van Marwijk znacznie łatwiej dogadywał się z pomocnikiem Bayernu Monachium, który był jego zięciem. Drugą roszadą personalną, przeprowadzoną przez nowego selekcjonera, było zaufanie wspomnianemu, 22-letniemu van der Wielowi (AFC Ajax), który na prawej stronie obrony zmienił Khalida Boulahrouza. Po trzecie zaś, po rezygnacji Edwina van der Sara z gry w reprezentacji, pierwszym bramkarzem został jego zmiennik z dwu ostatnich turniejów, 28-letni Maarten Stekelenburg z Ajaksu. Zresztą, kiedy jesienią 2008 roku Stekelenburg doznał kontuzji, selekcjoner poprosił 38-letniego wówczas van der Sara, aby powrócił do kadry na eliminacyjne mecze z Islandią i Norwegią. Zawodnik Manchesteru United wyraził zgodę i dzięki temu ustanowił nowy rekord występów w kadrze – 130 meczów. Czwartą i drugą wymuszoną zmianą kadrową van Marwijka była rezygnacja z Ruuda van Nistelrooya (34, Real Madryt), który po mistrzostwach Europy również ogłosił rozbrat z drużyną narodową.
| „Van Marwijk nie ma charyzmy. Nie jest to trener z wielką osobowością. Ale dobrze wie, czego chce i jak to wyegzekwować. Ma jasny plan, jak z grupą osiągnąć sukces”. – Tomasz Rząsa, podopieczny van Marwijka z czasu gry w Feyenoordzie Rotterdam. |

Nowy selekcjoner zaczął swoją kadencję od remisu i porażki w meczach towarzyskich (odpowiednio z Rosją i Australią), ale w kolejnych grach do rozpoczęcia Mundialu 2010 nie przegrał żadnego spotkania, a wygrał aż dwanaście.
Do pierwszego meczu Mundialu 2010 podopieczni van Marwijka przegrali tylko jedno spotkanie; towarzyskie (1:2) z Australią jesienią 2008 roku. W eliminacjach odnieśli komplet ośmiu zwycięstw (ograli m.in. Norwegię i Szkocję) i do mistrzostw awansowali już 9 czerwca 2009 roku, jako pierwsza drużyna z Europy. W czterech spotkaniach sparingowych tuż przed mundialem strzelili czternaście goli; pokonali trzech innych finalistów (po 2:1 ze Stanami Zjednoczonymi i Meksykiem, i 4:1 z Ghaną) oraz Węgry (6:1).
Wysoką formę Pomarańczowi utrzymali także na mistrzostwach. W spotkaniach grupowych wygrali wszystkie trzy mecze: z Danią (2:0), Japonią (1:0) i Kamerunem (2:1). W drugiej rundzie ograli Słowaków (2:1), a w ćwierćfinale ich rywalem była Brazylia; dwukrotnie, na Mundialach 1994 i 1998, po porażce właśnie z canarinhos Holendrzy odpadali z turniejów. Tym razem zdołali przełamać fatalną passę i – mimo iż pierwszą połowę przegrywali 0:1 – to w drugiej najpierw doprowadzili do wyrównania (Sneijder), a następnie objęli prowadzenie po tym, jak samobójczego gola strzelił Felipe Melo, który kilka minut później otrzymał czerwoną kartkę. Holendrzy ostatecznie wygrali 2:1 i po raz pierwszy od 1998 roku zagrali w półfinale, gdzie ich rywalem był Urugwaj. Po wyrównanym spotkaniu podopieczni van Marwijka zwyciężyli 3:2, zaś w finale imprezy, w którym wystąpili po raz trzeci w historii, przegrali po dogrywce z mistrzami Europy Hiszpanami (0:1). Jedynego gola strzelił na dwie minuty przed końcem meczu Andrés Iniesta, a sędzia Howard Webb pokazał w tym meczu aż trzynaście żółtych kartek i jedną czerwoną (dla Johna Heitingi).
Van Marwijk nie tylko zaufał zawodnikom van Bastena, ale także jego koncepcji taktycznej z czasu Euro 2008: na mundialu Holendrzy również grali systemem 1-4-2-3-1, z czterema obrońcami, dwoma pomocnikami defensywnymi, trzema ofensywnymi (środkowym i dwoma skrzydłowymi) i z jednym napastnikiem. Tym razem linię ofensywną tworzyli: Wesley Sneijder (26, Inter Mediolan) jako środkowy pomocnik, boczni Dirk Kuijt (29, Liverpool FC) i Arjen Robben (26, Bayern Monachium) oraz w ataku Robin van Persie (26, Arsenal F.C.). Z meczach grupowych zamiast kontuzjowanego Robbena grał Rafael van der Vaart (27, Real Madryt), który występował wówczas na lewej stronie (a Kuyt na prawej). Później van der Vaart wchodził dwukrotnie z ławki rezerwowych i – zdaniem obserwatorów – w tych momentach (m.in. druga połowa meczu z Urugwajem) Pomarańczowi grali nie tylko najskuteczniej, ale także najbardziej widowiskowo. Najwięcej pochwał zebrał jednak Sneijder, który wraz z trzema innymi zawodnikami zdobył koronę króla strzelców (5 goli); podkreślano, że nie tylko umiejętnie rozgrywał piłkę, ale także w najważniejszych momentach wyręczał nieskutecznego na tym turnieju i najbardziej krytykowanego van Persiego i zdobywał bramki. Holender był jednym z głównych kandydatów do miana najlepszego gracza turnieju, które ostatecznie otrzymał Urugwajczyk Diego Forlán. O tym jak mocna była linia ofensywna Holendrów podczas tego mundialu świadczy także fakt, że znacząco wyróżnili się również rezerwowi napastnicy Klaas-Jan Huntelaar (jeden gol) oraz Eljero Elia.

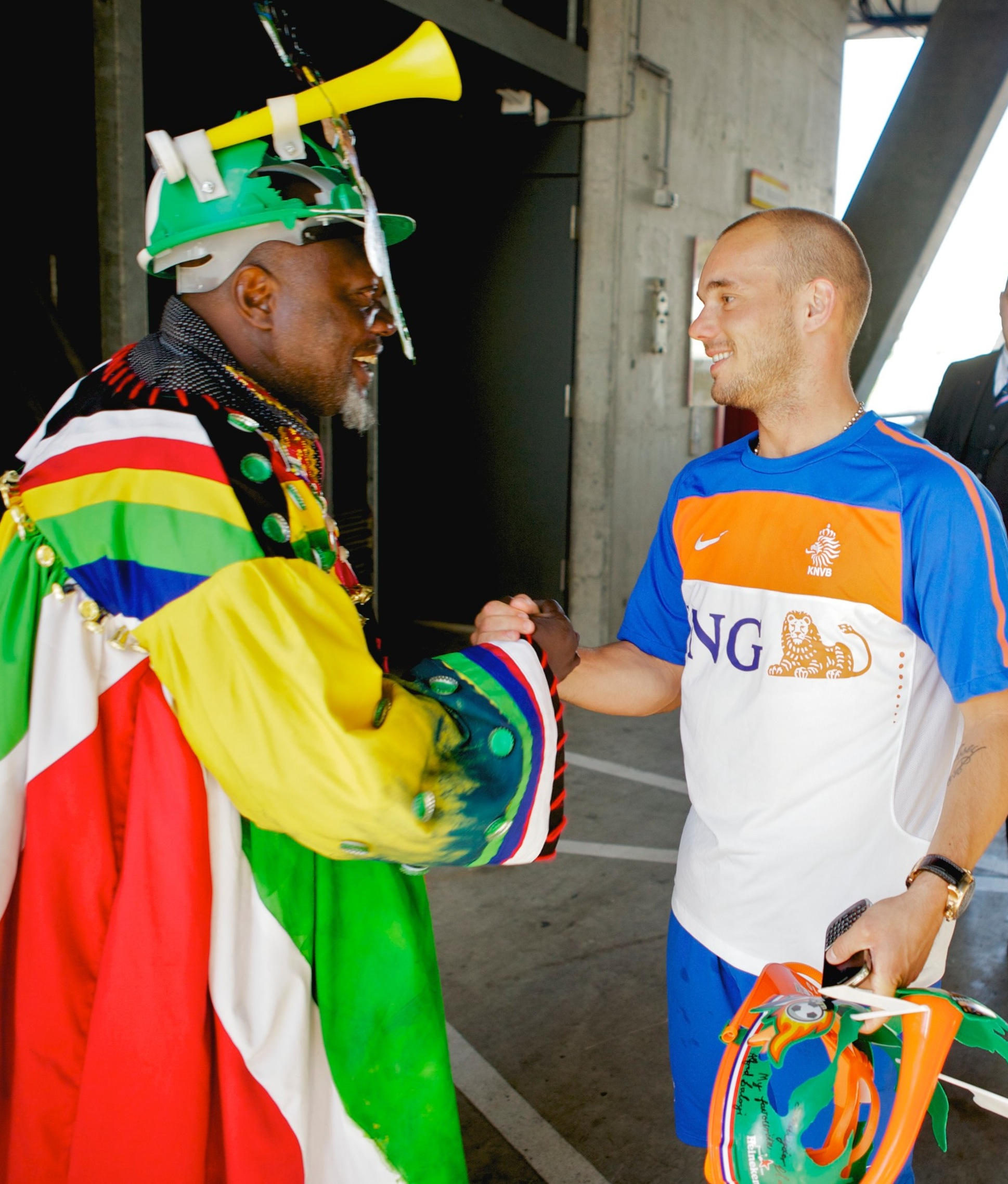
Wesley Sneijder (po prawej) w czasie MŚ w RPA zdobył 5 goli i został jednym z czterech królów strzelców turnieju

Dwójkę pomocników defensywnych tworzyli doświadczony Mark van Bommel (33, Bayern Monachium), który kilka tygodni wcześniej wraz z Robbenem i Sneijderem wystąpił w finale Ligi Mistrzów, oraz Nigel de Jong (25). Pomocnik Manchesteru City z powodu nadmiaru żółtych kartek musiał pauzować w półfinale i wówczas zastąpił go Demy de Zeeuw (27, AFC Ajax), dla którego jedyny występ na mistrzostwach skończył się przykrą kontuzją (wybicie zębów), przez co musiał opuścić murawę już po czterdziestu pięciu minutach. Zadaniem Van Bommela było konstruowanie akcji zaczepnych, gdyż grający za nim de Jong skupiony był niemal wyłącznie na defensywie, zaś Sneijder, występujący przed nim, nastawiony był na mistrzostwach na zamykanie akcji strzałami.
Mundial 2010 był pierwszym turniejem międzynarodowym od 1994 roku, na którym w bramce holenderskiej zabrakło Edwina van der Sara. Jego następca, Maarten Stekelenburg, zanotował kilka dobrych interwencji, które uchroniły Pomarańczowych od porażek, ale w paru spotkaniach (głównie z Urugwajem) bronił nerwowo i niepewnie. W defensywie najważniejsze role pełnili 35-letni Giovanni van Bronckhorst (Feyenoord Rotterdam), który przejął od van der Sara opaskę kapitana, oraz 30-letni Joris Mathijsen (Hamburger SV). Ten pierwszy nie tylko wypełniał obowiązki w obronie, ale także włączał się do ataków, a jego gol z meczu z Urugwajem (szósty w reprezentacji) został uznany za jeden z najładniejszych w całym mundialu. Gra Mathijsena zaś została doceniona przez niektórych komentatorów i dziennikarzy, którzy umieścili jego nazwisko w najlepszej jedenastce mistrzostw.
W komentarzach podkreślano, że chociaż van Marwijk był kontynuatorem koncepcji gry stworzonej przez van Bastena, to – inaczej niż jego poprzednik – rozsądniej wykorzystywał potencjał ofensywny zawodników, i przez to na mundialu Holendrzy nie zagrali ani jednego tak efektownego meczu, jak z Włochami czy Francją na mistrzostwach Europy. Selekcjoner wolał oszczędzać siły na decydujące spotkania nawet kosztem widowiskowego stylu gry oraz – jak sam podkreślał – położyć większy nacisk na grę w obronie. Kwintesencją takiego stylu był – według prasowych komentarzy – finał turnieju, w którym Holendrzy skupili się głównie na defensywie i przerywaniu gry przeciwnika (z nastawieniem na faule), a w przodzie liczyli na stałe fragmenty gry i Robbena, który jednak dwukrotnie nie był w stanie pokonać hiszpańskiego bramkarza Ikera Casillasa.

### 2012 rok – runda grupowa mistrzostw Europy
| 9.06.2012  | Dania      | P | 0–1 | Charków | -                    |
| 13.06.2012 | Niemcy     | P | 1–2 | Charków | Robin van Persie     |
| 17.06.2012 | Portugalia | P | 1–2 | Charków | Rafael van der Vaart |

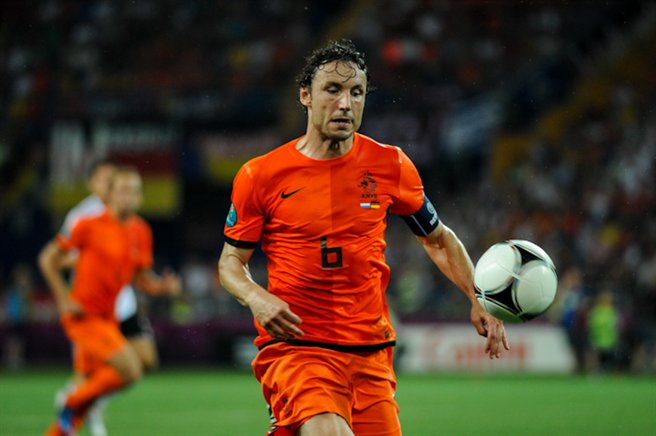
Zięć selekcjonera, Mark van Bommel, był jednym z najczęściej krytykowanych piłkarzy Holandii na Euro. Tu w meczu z Niemcami (1:2)

Wicemistrzowie świata nie tylko jako jedni z pierwszych zapewnili sobie awans na Euro 2012, ale także spośród wszystkich drużyn, startujących w kwalifikacjach, strzelili najwięcej goli (37). Wygrali dziewięć z dziesięciu spotkań eliminacyjnych, przegrali tylko w ostatnim, ze Szwecją (2:3), kiedy mieli już pewność, że zagrają na mistrzostwach Europy. Dodatkowo od Mundialu 2010 na dwadzieścia jeden meczów zwyciężyli w czternastu, zanotowali tylko trzy porażki. Aż do kwietnia 2012 nie schodzili z podium w rankingu FIFA, a nawet raz – po raz pierwszy w historii – zajęli w tej klasyfikacji pierwsze miejsce (sierpień 2011). Dobre wyniki z lat 2010–2012 sprawiły, że Holendrzy jechali na turniej do Polski i Ukrainy jako jedni z głównych faworytów do zwycięstwa. 
Selekcjoner zabrał na Euro 2012 większość graczy, którzy dwa lata wcześniej wystąpili w finałach mistrzostw świata; w kadrze na mistrzostwa Europy znalazło się aż szesnastu uczestników ostatniego mundialu. Podstawowa jedenastka zmieniła się nieznacznie. Po zakończeniu piłkarskiej kariery przez Giovanniego van Bronckhorsta jego miejsce na lewej stronie obrony zajął 24–letni Erik Pieters, którego jednak z udziału w turnieju wyeliminowała kontuzja (zastąpił go 18–letni debiutant Jetro Willems). Zamiast znajdującego się w słabszej formie Dirka Kuijta trener w pomocy wybrał innego srebrnego medalistę mundialu Ibrahima Afellaya. Reszta zawodników pozostała niezmieniona. Van Marwijk – tak jak w 2010 – stawiał na defensywę w składzie: Maarten Stekelenburg (bramkarz) oraz Gregory van der Wiel, John Heitinga i Joris Mathijsen, który w czasie Euro zmagał się z dolegliwościami zdrowotnymi. W roli defensywnych pomocników występowali 35–letni kapitan Mark van Bommel i mistrz Anglii z Manchesterem City, Nigel de Jong. O obliczu formacji ofensywnej decydowali: Arjen Robben (finalista Ligi Mistrzów z Bayernem Monachium), król strzelców mundialu Wesley Sneijder, Afellay z FC Barcelony oraz wysunięty napastnik Robin van Persie, najlepszy strzelec Premier League.
Holendrzy na mistrzostwach zagrali w grupie B, która przez wielu obserwatorów była uważana za najsilniejszą. Oprócz podopiecznych van Marwijka znaleźli się w niej reprezentacje Niemiec, Portugalii i Danii. Niespodziewanie wicemistrzowie świata nie tylko nie zdołali awansować do ćwierćfinału, ale w ogóle przegrali wszystkie trzy mecze. Ulegali kolejno Duńczykom (0:1), Niemcom (1:2) i Portugalczykom (1:2). Zdobyli tylko dwa gole, chociaż w ich składzie wystąpili królowie strzelców ligi angielskiej (van Persie) i niemieckiej (Huntelaar). Na pocieszenie pozostało im, że Jetro Willems został najmłodszym w historii uczestnikiem finałów mistrzostw Europy. W dniu meczu z Danią miał 18 lat i 71 dni. Dla Holendrów występ na Euro 2012 był najgorszym od 1980, kiedy także nie wyszli z grupy.
Zarzuty wobec reprezentacji Holandii koncentrowały się na trzech kwestiach. Po pierwsze, piłkarze byli oskarżani o przedkładanie prywatnych ambicji ponad dobro drużyny. W czasie mistrzostw Klaas-Jan Huntelaar i Rafael van der Vaart, czyli dwaj gracze wyznaczeni do roli rezerwowych, publicznie wyrażali swoje niezadowolenie z decyzji selekcjonera. Dodatkowo skonfliktowani ze sobą byli Robin van Persie i Wesley Sneijder, kluczowi zawodnicy linii ofensywnej. Po drugie, van Marwijk był krytykowany za przesadne przywiązanie do niektórych nazwisk. Podstawowa jedenastka w porównaniu z Mundialem 2010 zmieniła się nieznacznie, a kilku zawodników – jak choćby Arjen Robben i Ibrahim Afellay – od tego czasu straciło wysoką formę. Nie najlepiej prezentowali się także obrońcy, Gregory van der Wiel i John Heitinga. Mimo to, selekcjoner cały czas na nich stawiał. Po trzecie, trenerowi zarzucano dobór złej taktyki, szczególnie marnowanie potencjału ofensywnego przez grę z dwoma defensywnymi pomocnikami. Media sugerowały, że jeden z nich – doświadczony Mark van Bommel – wciąż cieszy się zaufaniem van Marwijka, bo jest jego zięciem.
Pomimo zaskakującej porażki van Marwijk nie został zwolniony, chociaż media wysuwały nazwiska kandydatów na jego ewentualnego następcę (np. Ronald Koeman, Frank Rijkaard). Przeszkodą okazał się kontrakt trenera, który kilka miesięcy przed turniejem został przedłużony aż do połowy 2016. Jednak po kilku dniach namysłu selekcjoner sam podał się do dymisji; według relacji prasowych nie doszedł do porozumienia z działaczami związku, od których bezskutecznie domagał się dożywotniego zawieszenia w obowiązkach reprezentacyjnych kilku piłkarzy (Huntelaara, van der Vaarta, Heitingi, Khalida Boulahrouza i Wilfreda Boumy). O konieczności zdyscyplinowania zawodników zamiast zmiany szkoleniowca mówiło także wielu komentatorów, m.in. Frank de Boer, który decyzję van Marwijka o odejściu nazwał "nieszczęśliwą dla Holandii". Tymczasem trener do końca bronił swojej koncepcji gry. Podczas jednej z konferencji prasowych wdał się w dyskusję z holenderskim dziennikarzem, w czasie której interweniował oficer prasowy UEFA. Powiedział wówczas:

Zawaliliśmy turniej jako drużyna. Graliśmy zachowawczo, jakbyśmy byli przestraszeni. Nie rozumiem tego.

Po nieudanych mistrzostwach Europy karierę reprezentacyjną zakończył Mark van Bommel. Nowym trenerem kadry został już po raz drugi Louis van Gaal.